# Vibrissaphora ailaonica
Vibrissaphora ailaonica é uma espécie de anfíbio da família Megophryidae, endémica da China.
Seus habitats naturais são florestas subtropicais ou tropicais húmidas de baixa altitude e rios. É classificada como espécie em recuperação devido aos esforços para a preservação de seu habitat.